# Анри, Виктор Алексеевич
Виктор Алексеевич Анри (фр. Victor Henri, 6 июля (по другим данным — 6 июня) 1872, Марсель, Франция — 21 июня 1940, Ла-Рошель, Франция) — французский физиолог и физикохимик русского происхождения. Потомок знаменитого рода Ляпуновых.

## Биография
Виктор Анри родился 6 июля (по другим данным — 6 июня) 1872 года в городе Марселе. Его матерью была Александра Викторовна Ляпунова — младшая сестра матери известного русского механика и кораблестроителя академика Алексея Николаевича Крылова. Отец Виктора долгое время был неизвестен, а отчество он получил в честь А. Н. Крылова, бывшего ему крёстным. В 2001 году, однако, Андрей Петрович Капица, внук А. Н. Крылова, в предисловии к очередному переизданию книги своего деда «Мои воспоминания» раскрыл тайну своей семьи, заключавшуюся в том, что Виктор Анри приходился внебрачным сыном отцу А. Н. Крылова, Николаю Александровичу Крылову. Таким образом, В. Анри и А. Н. Крылов приходятся друг другу единокровными братьями, а их матери — родные сёстры.
Будучи гражданином Франции, Анри получил гимназическое образование в России, после чего в 14-летнем возрасте переехал в Париж, где проживал с матерью.
В 1891 году Анри поступил в Сорбонну, где изучал математику и естественные науки. После окончания учёбы изучал философию и психологию. В 1897 году защитил в Гёттингенском университете докторскую диссертацию на тему «Локализация вкусовых ощущений». Опубликовал также ряд работ по психологии. В 1903 году в Сорбонне получил степень доктора наук после защиты диссертации «Общие законы действия ферментов» в области физико-химической биологии. Виктор Анри известен также своими работами в области фотохимии.
Во время Первой мировой войны занимался организацией военной химической промышленности.
В 1916 году приезжает с женой в Россию. Здесь с 1916 по 1918 годы заведует лабораторией в Институте биологической физики. В 1918 году совместно с С. И. Вавиловым и Э. В. Шпольским создаёт журнал «Успехи физических наук», в котором опубликовал одну из первых статей «Современное научное мировоззрение». Затем переезжает в Петроград, работает в Государственном оптическом институте (1919—1920). Опубликовал в Трудах ГОИ обзор состояния доквантовой молекулярной спектроскопии. Позднее, в 1925 году открыл и объяснил явление предиссоциации — исчезновения тонкой структуры полос поглощения. В это время он увлекается своей двоюродной сестрой Верой Ляпуновой и, расторгнув прежний брак, уезжает с ней обратно во Францию.
В 1920—1930 годах работал в Цюрихском университете.
В 1930 году становится заведующим кафедрой физической химии Льежского университета, где и работает до 1940 года.
В 1939 году с началом Второй мировой войны приступает вместе с Полем Ланжевеном к работе по военной тематике, однако летом 1940 года умирает от воспаления лёгких.

## Семья
Анри был женат на Вере Васильевне Ляпуновой, дочери княжны Елизаветы Хованской и Василия Ляпунова. У него было два сына, Виктор и Александр, и две дочери, Елена и Вера.
Один из сыновей, Виктор Филипп Анри, тоже стал профессором физики, работал с супругами Жолио-Кюри, участвовал в Сопротивлении. После войны работал в США, Франции, Швейцарии (в ЦЕРН) и Бельгии.